# Sébastien Léger
Sébastien Léger   (3 de febrer de 1979) és un DJ i productor de música house francès.
El 2019 va fundar un segell discogràfic amb el nom d'un dels seus llançaments més exitosos, el Lost Miracle. Ha fet diverses col·laboracions amb artistes com Roy Rosenfeld, Khen, Shai T, Tim Green, Chicola o Eli Nissan.
A mitjan dècada del 1990 va tenir èxit amb els seus senzills "Hit Girl", "Hypnotized" i "Aqualight". El 2009 la revista djmag el va incloure com un dels 100 DJ a nivell mundial i va anunciar un àlbum recopilatori. El 2020 va presentar temes de house melòdic a les piràmides de Gizeh d'Egipte sota la plataforma Cercle Music on va llançar la cançó Giza. El març de 2021, Magnetic Magazine va col·locar la seva cançó "Firefly" al 15è lloc de les "Best House Tracks" de febrer de 2021.

## Discografia

### Senzills i àlbums
| Any  | Títol                                                       | Discogràfica     |
| ---- | ----------------------------------------------------------- | ---------------- |
| 1999 | Sébastien Léger – There Is Life After Us EP                 | Black Jack       |
| 1999 | The White Duck – The Groove / The Million Dollar Track      | Premium          |
| 2000 | Sébastien Léger – Untitled (4 Tracks)                       | Subkroniq        |
| 2000 | Sébastien Léger – Astrosyn Skunk / The Babe Coke            | Cyclik           |
| 2000 | Sébastien Léger – Atomic Pop LP                             | Black Jack       |
| 2000 | Sébastien Léger – Hysterik Conspiration / Amnezik Impulsion | Cyclik           |
| 2000 | Sébastien Léger – Midnight in Galaxy / Diametrik Acidness   | Grand Prix       |
| 2000 | Sébastien Léger – Off The Wall                              | Black Jack       |
| 2000 | Sébastien Léger – We Are                                    | Cyclik           |
| 2000 | Sébastien Léger – You Can Hide From Your Beat               | Black Jack       |
| 2001 | Elesse – Pop Corn EP                                        | Goodtime Records |
| 2001 | Elesse – P.Y.T.                                             | Grand Prix       |
| 2001 | Sébastien Léger – Untitled (3 Tracks)                       | Subkroniq        |
| 2001 | Sébastien Léger – Burned Funk / Cracked Face                | Subkroniq        |
| 2001 | Sébastien Léger – Dazed and Confused EP                     | Black Jack       |
| 2001 | Sébastien Léger – Express                                   | Cyclik           |
| 2001 | Sébastien Léger – Impossible à Cerner EP                    | Essence          |
| 2001 | Sébastien Léger – Seems So Far                              | Black Jack       |
| 2001 | Sébastien Léger – The Mushroom Project EP                   | Riviera          |
| 2001 | Sébastien Léger – Thorny EP                                 | Cube Recordings  |
| 2002 | Elesse – Liberian Track                                     | Grand Prix       |
| 2002 | Sébastien Léger – King Size LP                              | Black Jack       |
| 2002 | Sébastien Léger – The Mushroom Project 2 EP                 | Riviera          |
| 2002 | Sébastien Léger – We Are EP                                 | Black Jack       |
| 2002 | Sébastien Léger – Victory EP                                | Black Jack       |
| 2002 | The Last Blade – Requiem / Just Bask From Hell              | Subkroniq        |
| 2003 | Elesse: Rare & Unrelease Cutz                               | Black Jack       |
| 2003 | Sébastien Léger – Azidobrazil / Listen                      | Ovum Recordings  |
| 2003 | Sébastien Léger – First Beats EP                            | Bits Music       |
| 2004 | Sebago – Hands on Me                                        | Hot Banana       |
| 2004 | Sébastien Léger – 5th Birthday                              | Black Jack       |
| 2004 | Sébastien Léger – Grab My Hipps / My Slap                   | Black Jack       |

| Any  | Títol                                                 | Discogràfica          |
| ---- | ----------------------------------------------------- | --------------------- |
| 2004 | Sébastien Léger – LFO Swing EP                        | Aroma Jackin          |
| 2005 | Sébastien Léger – 1979 EP                             | Intec Records         |
| 2005 | Sébastien Léger – Epoxy                               | Black Jack            |
| 2005 | Sébastien Léger – Lunar EP                            | Intec Records         |
| 2005 | Sébastien Léger – Mooguno EP                          | Bits Music            |
| 2005 | Sébastien Léger – Take Your Pills                     | Black Jack            |
| 2006 | Sébastien Léger – Brouwersgracht EP                   | Circle Music          |
| 2006 | Sébastien Léger – Bad Clock 04 EP                     | Intec Records         |
| 2006 | Sébastien Léger – Cosmogold EP                        | Circle Music          |
| 2006 | Sébastien Léger – Geft / T                            | Bits Music            |
| 2006 | Sébastien Léger – Hit Girl                            | Black Jack            |
| 2006 | Sébastien Léger – Hypnotized                          | Rising Music          |
| 2006 | Sébastien Léger – Mistakes EP                         | Rising Music          |
| 2006 | Sébastien Léger – The Bug EP                          | Pickadoll Records     |
| 2007 | Sébastien Léger – Mercury / Mars                      | Mistakes Music        |
| 2007 | Sébastien Léger – Aqualight                           | Mistakes Music        |
| 2007 | Sébastien Léger – Pluton / Saturn                     | Mistakes Music        |
| 2007 | Sébastien Léger – Planets LP                          | Mistakes Music        |
| 2008 | Sébastien Léger – Jaguar                              | Mistakes Music        |
| 2008 | Sébastien Léger – Word / Ghost                        | Rising Music          |
| 2008 | Sébastien Léger – Majestic                            | Mistakes Music        |
| 2009 | Sébastien Léger – Marina / Jungle                     | Mistakes Music        |
| 2009 | Sébastien Léger – Seaweed / Sunset / Snapshot         | Mistakes Music        |
| 2009 | Sébastien Léger – Foxxy / Le Moustique                | Mistakes Music        |
| 2009 | Sébastien Léger – Bubbly / Discotechno                | Mistakes Music        |
| 2009 | Sébastien Léger – The Rhythm                          | Mistakes Music        |
| 2009 | Sébastien Léger – Binola / The White Island           | Mistakes Music        |
| 2010 | Sébastien Léger – Plik Plok                           | SCI+TEC Digital Audio |
| 2010 | Sébastien Léger – Take Your Pills                     | Paradise Records      |
| 2010 | Sébastien Léger – Balkamaniac / Les Frelons           | Mistakes Music        |
| 2010 | Sébastien Léger – Silicone Carne / Superdrums         | Mistakes Music        |
| 2010 | Sébastien Léger – Gone Wild / Mixtape                 | Mistakes Music        |
| 2011 | Sébastien Léger – Origines                            | Mistakes Music        |
| 2011 | Sébastien Léger – Polymod / Like Before               | Mistakes Music        |
| 2012 | Sébastien Léger – Packbo / Grey Sky & Yellow Coconuts | Mistakes Music        |
| 2012 | Sébastien Léger – Wesh Wesh Wesh                      | Mistakes Music        |
| 2012 | Sébastien Léger – Florida / C4N Y0U R34D 7H15         | Mistakes Music        |
| 2016 | Sébastien Léger – Jelly Bean                          | Systematic Recordings |